# EC 1.10.2
La EC 1.10.2 è una sotto-sottoclasse della classificazione EC relativa agli enzimi. Si tratta di una sottoclasse delle ossidoreduttasi che include enzimi che utilizzano difenoli e molecole correlate come donatori di elettroni ed citocromi come accettori.

## Enzimi appartenenti alla sotto-sottoclasse
| numero EC   | nome accettato                     |
| ----------- | ---------------------------------- |
| EC 1.10.2.1 | L-ascorbato-citocromo-b5 reduttasi |
| EC 1.10.2.2 | ubichinolo-citocromo c reduttasi   |